# Горбачов Михайло Никифорович
Михайло Никифорович Горбачов (7 листопада 1917, Тифліс — 18 грудня 1955) — льотчик-бомбардувальник, Герой Радянського Союзу (13 березня 1944), гвардії майор.

## Біографія
Народився 7 листопада 1917 року. Росіянин. Член КПРС. Учасник німецько-радянської війни з червня 1941 року. Воював у складі 11 гвардійського авіаполку дальньої дії, був командиром загону. До жовтня 1943 року здійснив 206 бойових вильотів на бомбардування важливих об'єктів у глибокому тилу противника. Після війни до 1950 року служив у ВПС.

Могила Горбачова М. Н.

Помер 18 грудня 1955 року. Похоронений у Маріуполі.